# شاه‌ویران بالا
شاه‌ویران بالا روستایی است از توابع شهرستان بروجرد در استان لرستان. این روستا در دهستان همت‌آباد در بخش مرکزی این شهرستان قرار دارد.

## جمعیت
بنابر سرشماری مرکز آمار ایران، جمعیت شاه ویران بالا در سال ۱۳۸۵ برابر با ۸۳ نفر بوده‌است که از این میان ۴۴ نفر مرد و بقیه زن بوده‌اند. این روستا ۱۸ خانوار دارد.